# Соннак (Аверон)
Сонна́к (фр. и окс. Sonnac) — коммуна во Франции, находится в регионе Окситания. Департамент — Аверон. Входит в состав кантона Каденак-Гар. Округ коммуны — Вильфранш-де-Руэрг.
Код INSEE коммуны — 12272.
Коммуна расположена приблизительно в 480 км к югу от Парижа, в 120 км северо-восточнее Тулузы, в 45 км к северо-западу от Родеза.

## Население
Население коммуны на 2008 год составляло 411 человек.
| 1962 | 1968 | 1975 | 1982 | 1990 | 1999 | 2008 |
| ---- | ---- | ---- | ---- | ---- | ---- | ---- |
| 290  | 299  | 267  | 349  | 375  | 388  | 411  |

## Экономика

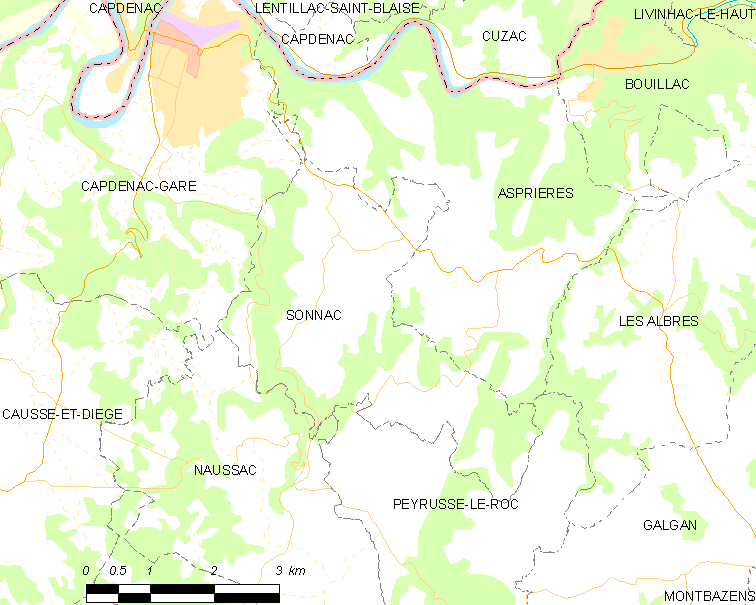
Карта коммуны

В 2007 году среди 252 человек в трудоспособном возрасте (15—64 лет) 183 были экономически активными, 69 — неактивными (показатель активности — 72,6 %, в 1999 году было 71,2 %). Из 183 активных работали 177 человек (96 мужчин и 81 женщина), безработных было 6 (4 мужчины и 2 женщины). Среди 69 неактивных 17 человек были учениками или студентами, 36 — пенсионерами, 16 были неактивными по другим причинам.

## Достопримечательности
- Замок Атеста (XV век)
- Церковь Льёкам в романском стиле